# Joaquim Aribau i Girona
Joaquim Aribau i Girona (Vilanova i la Geltrú, 1879 – Castellet i la Gornal, 1936) fou ermità de Lurdes (entremig de Castellet i la Gornal i Vilanova i la Geltrú). Treballà intensament pel santuari, incorporant-hi cel·les i altres serveis. El dia 25 de juliol o 26 de juliol de 1936 fou assassinat al mateix santuari per un escamot en el marc de la revolució que tingué lloc en els indrets on el cop d'Estat del General Franco fou inicialment sufocat. En el moment de l'assassinat, al santuari també hi havia la seva esposa. El crim inicià la persecució d'eclesiàstics i catòlics vinculats a Vilanova i la Geltrú. En el moment de l'òbit tenia 57 anys. L'escamot era format per unes 30 persones, que també saquejaren el santuari, i l'assassinat fou notificat per l'alcalde de Vilanova al Governador al cap d'uns dies